# هيرنان توليدو
هيرنان توليدو (بالإسبانية: Hernán Toledo) (17 يناير 1996 في الأرجنتين - ) هو لاعب كرة قدم أرجنتيني في مركز الوسط. لعب مع فيورنتينا.

## وصلات خارجية
- هيرنان توليدو على موقع إي إس بي إن إف سي (الإنجليزية)
- هيرنان توليدو على موقع قاعدة بيانات كرة القدم.إي يو (الإنجليزية)
- هيرنان توليدو على موقع بيانات كرة القدم. دي إي (الألمانية)
- هيرنان توليدو على موقع Soccerbase.com (لاعب) (الإنجليزية)
- هيرنان توليدو على موقع Soccerway.com (الإنجليزية)
- هيرنان توليدو على موقع عالم كرة القدم.نت (الإنجليزية)
- هيرنان توليدو على موقع AS.com (الإسبانية)